# Schloss Andelfingen
Das Schloss Andelfingen, auch Neues Schloss Andelfingen im Gegensatz zum Alten Schloss Andelfingen ist ein repräsentatives Herrenhaus aus dem 18. Jh. Es ersetzte einen ähnlichen Bau aus dem 17. Jh., der das alte Schloss 200 m weiter westlich ablöste.

## Lage
Das Schloss liegt etwa auf halbem Weg zwischen Kirche und Thur und überblickt die gedeckte Holzbrücke über den Fluss. Es ist umgeben von einem Schlossgarten, die ganze Liegenschaft hat eine Fläche von 1,5 ha.

## Geschichte

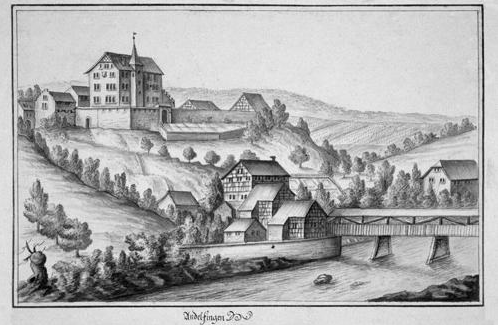
Schloss Andelfingen von 1613

Ein erstes Gebäude, das als neues Schloss bezeichnet wurde, entstand in den Jahren 1613 und 1614. Der repräsentative Bau diente als Sitz des Landvogts, beherbergte aber auch ein Zeughaus, einen Pulverturm und ein Archiv.
In den Jahren 1780 bis 1782 wurde das Schloss aufgrund eines Gutachtens von einem Zimmermann aus der Grubenmann-Familie aus Teufen abgerissen und durch den heutigen Bau ersetzt. Dieser wurde bis zum Franzoseneinfall im Jahre 1798 weiterhin als Landvogtsitz genutzt. Nachdem Ludwig Escher, der letzte Landvogt, das Schloss verlassen hatte, wurde es vom Arzt Matthias Escher gemietet. Nach dem Abzug der Franzosen und der Aufhebung der Mediationsverfassung diente das Schloss als Sitz des Oberamtmannes. In dieser Funktion ließ Hans Kaspar Schweizer 1817 den Schlossgarten anlegen, er beherbergte auch Salomon Landolt während den letzten Monaten vor dessen Tod. Auf Schweizer folgte 1828 Junker Hartmann Escher von Berg als Oberamtmann. Als 1830 der Kanton Zürich in Bezirke aufgeteilt wurde, wurden die Oberämter aufgehoben.
Die Stadt Zürich verkaufte 1832 das nicht mehr benötigte Schloss an Johann Heinrich von Sulzer-Wart. Das Schloss blieb im Familienbesitz, bis Anna Maria von Sulzer-Wart, die letzte Erbin von Johann Heinrich, verstarb. Nach ihrem Tod konnte die Gemeinde Andelfingen das Schloss mit Garten dank einer Spende als Schenkung übernehmen. Es diente von 1925 bis 1999 als Altersheim. Seit 2000 gehört das Schloss einer Stiftung. Im Gebäude sind das Statthalteramt, eine Wohnung und verschiedene Veranstaltungsräume untergebracht.